# Hana Bořkovcová
Hana Bořkovcová (geborene Hana Knappová, 4. Juni 1927 in Prag, Tschechoslowakei; gestorben 25. Februar 2009 ebenda) war eine tschechoslowakische Schriftstellerin und Überlebende des Holocaust.

## Leben
Hana Knappová war eine Tochter des Viktor Knapp (1893–1944) und der Renata Knapp und sie war eine Enkelin des tschechoslowakischen jüdischen Politikers Ludvík Singer. Nach der deutschen Okkupation der Tschechoslowakei 1939 wurde der Dentalhandel des Vaters arisiert, und sie musste 1940 aus antisemitischen Gründen das Realgymnasium verlassen und eine für Juden eingerichtete Mittelschule besuchen. Ihre Familie wurde 1943 im Ghetto Theresienstadt inhaftiert. 1944 wurden sie in das KZ Auschwitz deportiert, wo ihr Vater und ihr Bruder ermordet wurden, während sie und ihre Mutter zur Zwangsarbeit nach Kurzbach, einem Außenlager des KZ Groß-Rosen, verlegt wurden. Bei Kriegsende überstanden sie einen Todesmarsch und wurden in Wohlau befreit.
Knappová heiratete nach dem Krieg den Architekten Aleš Bořkovec, sie hatten fünf Kinder. In den 1960er Jahren begann sie zu schreiben. Hana Bořkovcová veröffentlichte mehrere Kinder- und Jugendbücher sowie Auszüge aus ihrem geretteten Tagebuch aus der Zeit der deutschen Besatzung bis zur Deportation nach Auschwitz.

## Werke (Auswahl)
- Světýlka. Prag : Čs. spis., 1971
- Vzteklouni. Prag : Albatros, 1975
- My tři cvoci. Prag : Albatros, 1973
  - Drei Spinner und das verschwundene Fahrrad. Übersetzung Martin Schuster. Aarau Sauerländer, 1975, ISBN 978-3-7941-1403-0
- Tři cvoci a cizí holka. Prag : Albatros, 1977
- Cesta kolem světa za osmdesát let. Prag : Albatros, 1982
- Stan, do kterého prší. Prag : Albatros, 1986
- Jdi pryč. Prag : Portál, 1994, ISBN 80-85282-81-X
- Zakázané holky. Prag : Albatros, 1995, ISBN 80-00-00216-7
- Cizí holka. Prag : Albatros, 1999, ISBN 80-00-00667-7
- Soukromý rozhovor. Kostelní Vydří : Karmelitánské Nakl., 2004, ISBN 80-7192-796-1
- Píšu a sešit mi leží na kolenou. Herausgeber Michal Kosák. Prag : Plus, 2011, ISBN 978-80-259-0055-0